# Convoi HX 11
Le convoi HX 11 est un convoi passant dans l'Atlantique nord, pendant la Seconde Guerre mondiale. Il part de Halifax au Canada le 4 décembre 1939 pour différents ports du Royaume-Uni et de France. Il arrive à Liverpool le 18 décembre 1939.

## Composition du convoi
Ce convoi est constitué de 45 cargos :
- Royaume-Uni : 44 cargos
- France : 1 cargo

## L'escorte
Ce convoi est escorté en début de parcours par :
- les destroyers canadiens : NCSM St. Laurent et NCSM Skeena
- les destroyers britanniques : HMS Hyperion[4]

Puis pendant la traversée par :
- les sous-marins français : Casabianca et Sfax[5]
- le cuirassé britannique : HMS Revenge

## Le voyage
Les deux destroyers canadiens font demi tour le 5 décembre. Le cuirassé et les deux sous marins continuent l'escorte avec le Revenge. Le 16 décembre, les destroyers britanniques HMS Ardent, HMS Walpole (en), HMS Wanderer, HMS Wolverine rejoignent le convoi jusqu'au 18 décembre et les sous marins français regagnent Brest.
Le convoi arrive sans problème.